# Episodi di Poirot (nona stagione)
La nona stagione di Poirot è composta da 4 episodi della durata di 103 minuti.
| nº | Titolo originale  | Titolo italiano           | Prima TV Inghilterra | Prima TV Italia |
| -- | ----------------- | ------------------------- | -------------------- | --------------- |
| 1  | Five Little Pigs  | Il ritratto di Elsa Greer | 14 dicembre 2003     | 2005            |
| 2  | Sad Cypress       | La parola alla difesa     | 26 dicembre 2003     | 2005            |
| 3  | Death on the Nile | Poirot sul Nilo           | 12 aprile 2004       | 2005            |
| 4  | The Hollow        | Poirot e la salma         | 26 aprile 2004       | 2005            |

## Il ritratto di Elsa Greer
- Titolo originale: Five Little Pigs o Murder in Retrospect
- Diretto da: Paul Unwin

### Trama
Quattordici anni prima, Caroline Crayle venne accusata dell'omicidio del marito, Amyas Crale, pittore di buona fama e ricco possidente. Nessuno dubitò della sua colpevolezza, e la donna venne processata e condannata per impiccagione: il caso venne così considerato chiuso. Nel presente però, la figlia di Caroline, Lucy Crayle, che all'epoca era solo una bambina di 7 anni (era stata mandata in Canada da dei parenti dopo la morte dei genitori), riceve una lettera scritta da sua madre prima della morte in cui afferma di essere innocente. Ansiosa di conoscere la verità, Lucy ingaggia Poirot per risolvere l'omicidio del padre commesso tanti anni prima e Poirot trova alcuni possibili sospettati che sono ancora in vita. Cinque sono i sospettati, tutti presenti all'epoca della morte di Amyas: Elsa Greer, amante di Amyas e oggetto di un ritratto che il pittore stava dipingendo, Philip Blake, amico intimo fin dall'infanzia del pittore, Meredith Blake, fratello di Philip, la governante Williams e Angela Warren, sorellastra di Caroline. Il compianto Amyas era famoso per le tresche con le sue modelle. Sarà Elsa Greer, sua amante all'epoca della morte, ad avere la chiave per risolvere il caso?
- Romanzo originale: Il ritratto di Elsa Greer

## La parola alla difesa
- Titolo originale: Sad Cypress
- Diretto da: David Moore

### Trama
La giovane Elinor Carlisle, promessa sposa del vivace Roddy Winter, viene accusata del fatale avvelenamento di Mary Gerrard, sua rivale in amore. Poirot ha il compito di salvare la pelle a Elinor, ma sfortunatamente, le prove contro di lei sono schiaccianti. Se Elinor è stata incastrata, qualcuno è stato diabolicamente intelligente.
- Romanzo originale: La parola alla difesa

## Poirot sul Nilo
- Titolo originale: Death on the Nile
- Diretto da: Andy Wilson
- Scritto da: Kevin Elyot

### Trama
Durante la loro luna di miele in crociera sul Nilo in Egitto, gli sposini Simon Doyle e Linett Ridgeway vengono costantemente molestati dall'ex fidanzata di Simon, Jackie De Bellefort, convinta che la sua ex migliore amica le abbia rubato l'amore della sua vita. Quando Linett viene trovata assassinata, la sua ex amica viene subito sospettata del delitto. Caso vuole che su quella stessa nave ci sia anche un vacanziero Hercule Poirot, che deve passare al setaccio un inconsueto assortimento di passeggeri, ognuno dei quali sembrerebbe avere a che fare, nel bene o nel male, con la giovane sposina; come il consulente finanziario americano di Linett o il dottore australiano che rimane sempre sulle sue.
- Cast: David Suchet (Hercule Poirot), James Fox (colonnello Race), Emma Griffiths Malin (Jacqueline de Bellefort), JJ Feild (Simon Doyle), Emily Blunt (Linnet Ridgeway), Judy Parfitt (signorina Van Schuyler), Daisy Donovan (Cornelia Robson), Barbara Flynn (signora Allerton), Daniel Lapaine (Tim Allerton), David Soul (Andrew Pennington), Frances de la Tour (Salomè Otterbourne), Zoe Telford (Rosalie Otterbourne), Alastair Mackenzie (signor Ferguson), Steve Pemberton (Ludwig Bessner), Elodie Kendall (Joanna Southwood), Félicité Du Jeu (Louise Bourget)
- Romanzo originale: Poirot sul Nilo.
Dallo stesso romanzo fu tratto un altro film, Assassinio sul Nilo, regia di John Guillermin, con Peter Ustinov nei panni di Poirot; nonostante tale film si discostasse maggiormente dalla trama del romanzo rispetto a questa versione, esso ha avuto un successo decisamente maggiore.

## Poirot e la salma
- Titolo originale: The Hollow o Murder After Hour
- Diretto da: Simon Langton

### Trama
Poirot si trova in campagna e si reca a pranzo dai suoi vicini, gli Angkatell. Si dirige verso la piscina, dove sta per essere servito l'aperitivo e davanti ai suoi occhi compare una scena un po' irreale: una donna con in mano una pistola e un uomo a terra, sul bordo della piscina, e il sangue che inizia a colorare l'acqua. Poirot è un po' deluso da questa accoglienza, pensando che si tratti di una messinscena, ma presto si accorge che l'uomo sta morendo realmente. Chi l'ha ucciso? Nonostante l'investigatore si troverà dinanzi ad una famiglia compatta per nascondere l'omicida, riuscirà lo stesso a risolvere il delitto.
- Romanzo originale: Poirot e la salma